# Thenopa nigraria
Thenopa nigraria är en fjärilsart som beskrevs av Swinhoe 1904. Thenopa nigraria ingår i släktet Thenopa och familjen mätare. Inga underarter finns listade i Catalogue of Life.